# Pergola
A pergola (nyitott (kerti) lugas) az egyik legrégebbi szabadtéri és épülethez kötött árnyékolás. Kertekben felállított, oszlopokon nyugvó árnyékolószerkezet. A  pergolákra többnyire növényeket futtatnak.

## Története
Már az ókorban előszeretettel használták kertek, parkok árnyékos pihenőinek kialakításához. A modern kor embere is szívesen nyúl vissza eleink praktikus, környezetbarát megoldásaihoz.

## Jellemzői
A pergolák vázát leggyakrabban fagerendákból készítik. A függőleges tartóoszlopokra helyezik a keresztgerendákat, azokra a tetőelemeket. Az oszlopok anyaga lehet természetes kő, tégla, fa vagy acél. Az árnyékoló készülhet fából avagy acélszerkezettel. A tetőelemek is legtöbb esetben gerendából vagy élére állított deszkapallóból készülnek. Az így kialakított tetővázra gyakran szőlőt, örökzöld növényeket futtatnak fel, vagy szabályozható árnyékoló berendezéseket szerelnek.
A tervezők a delelő nap beesési szögét is figyelembe vehetik (hazánkban ez 62 fok). Az így megszerkesztett árnyékolóelemek teljes árnyékot biztosítanak szellős tetőkialakítás mellett is.

## Képek

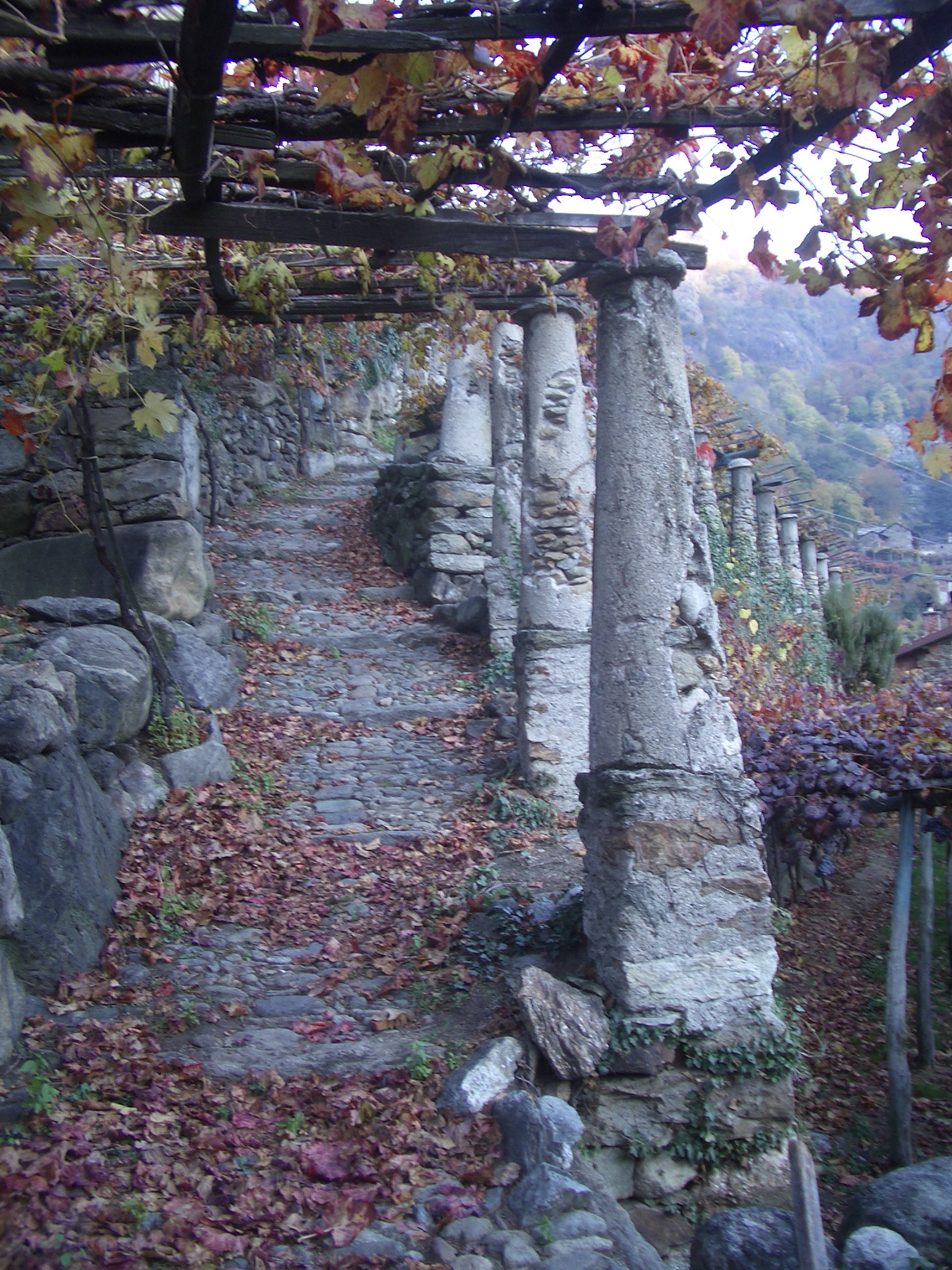
Settimo Vittone, Piemont
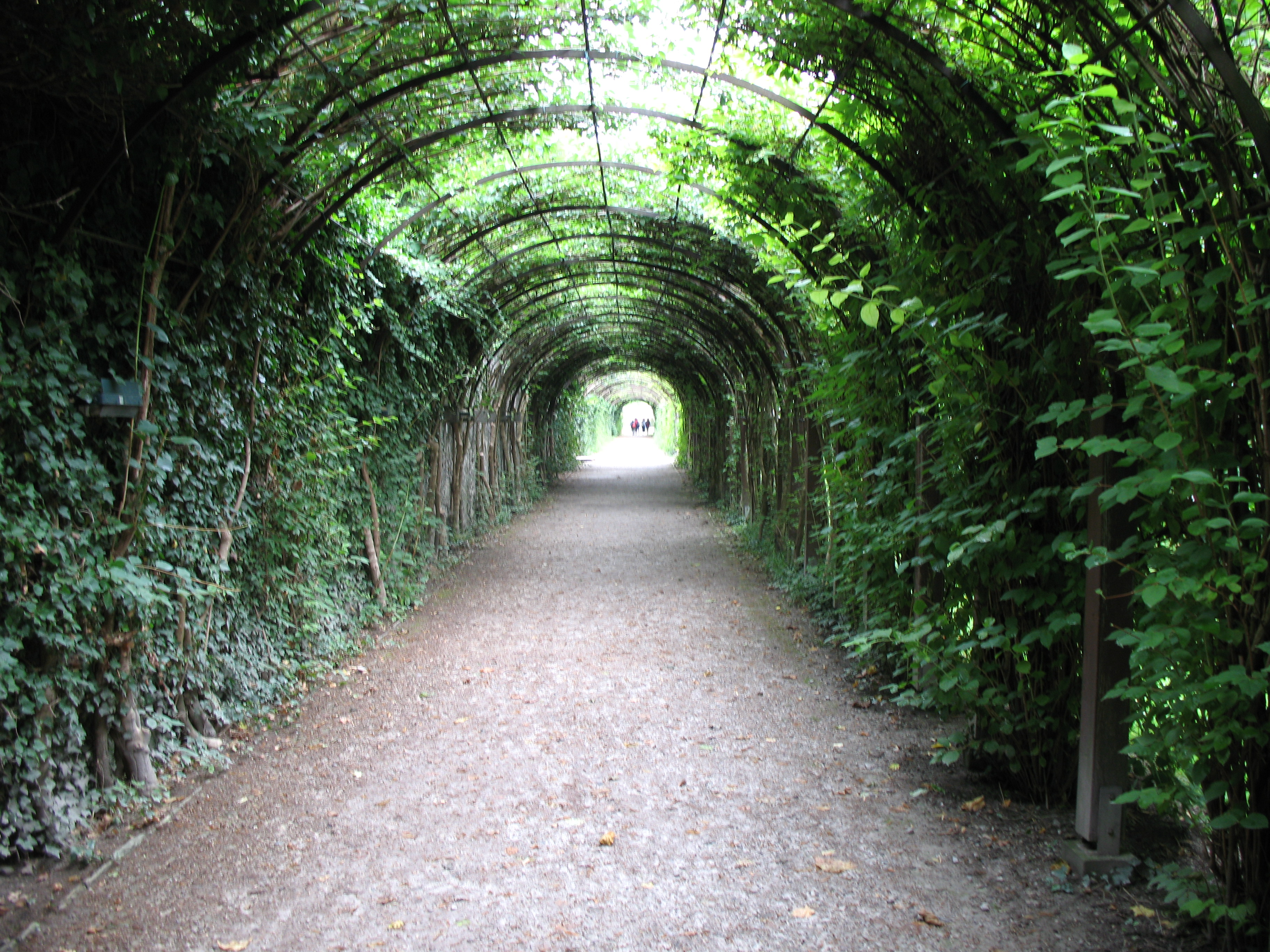
Mirabellgarten, Salzburg
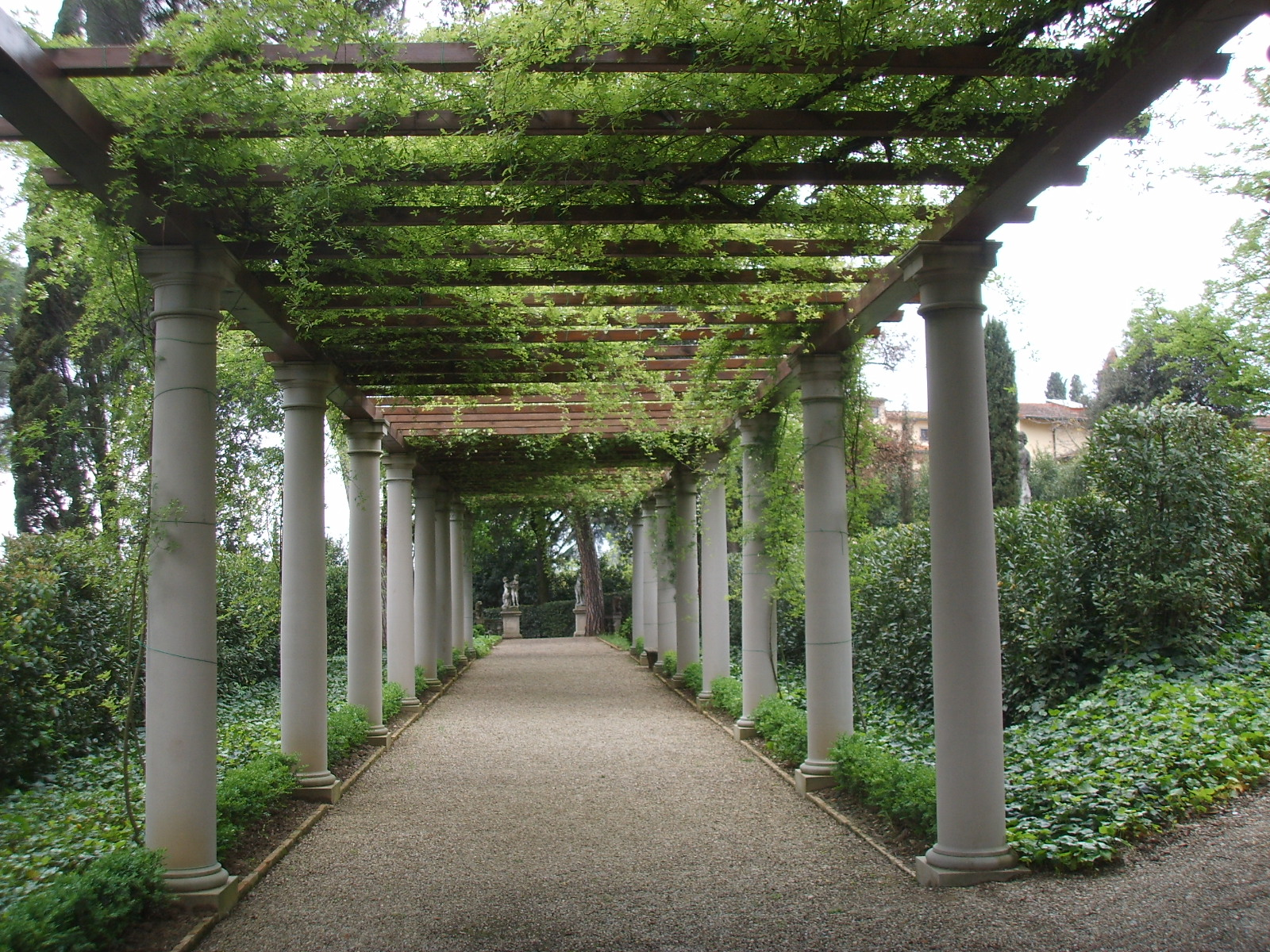
Villa la pietra, Firenze
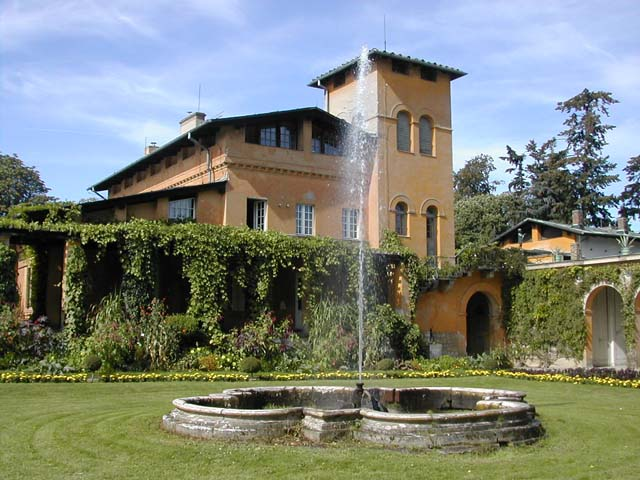
Római fürdő, Potsdam
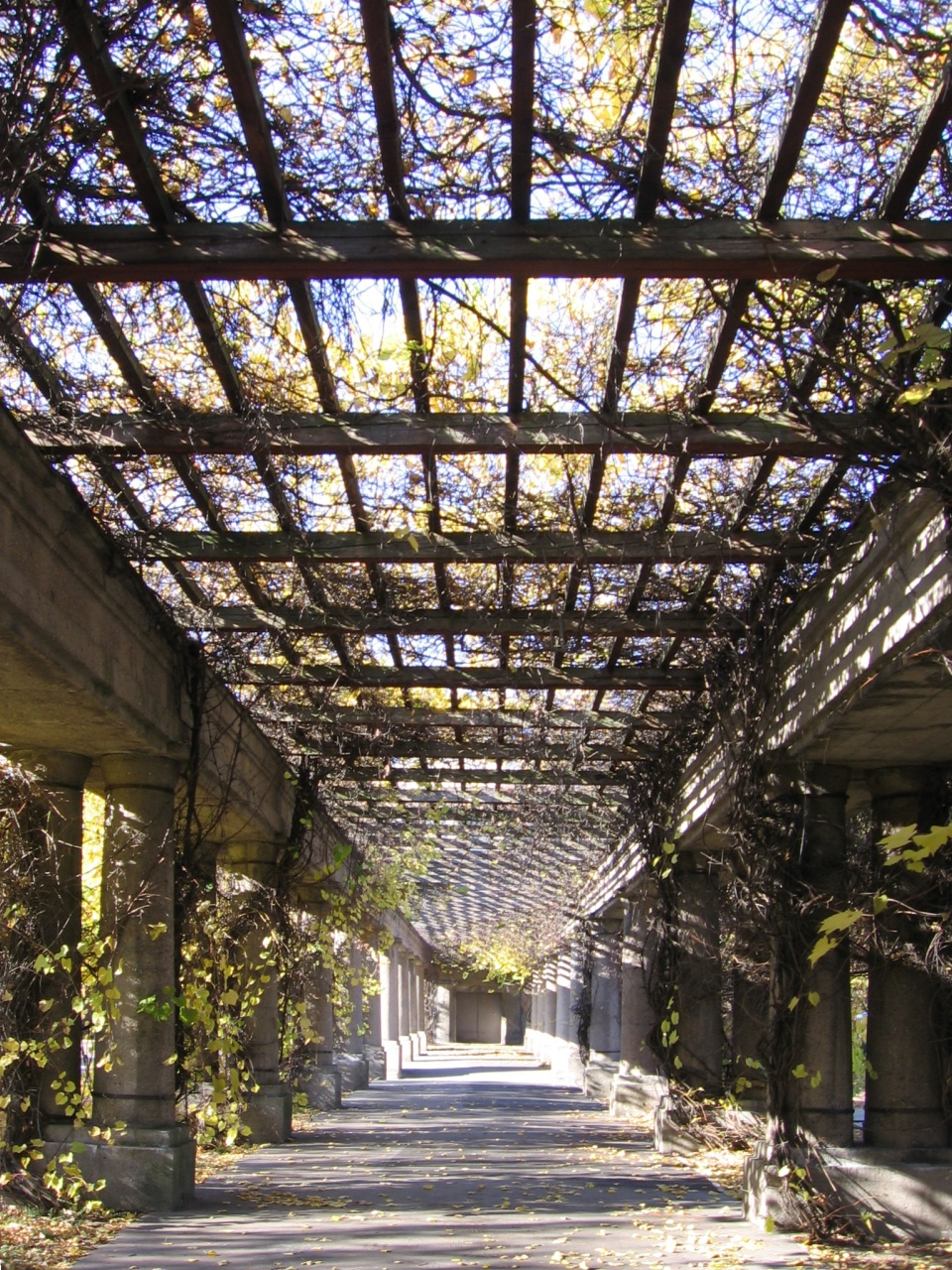
Wrocław
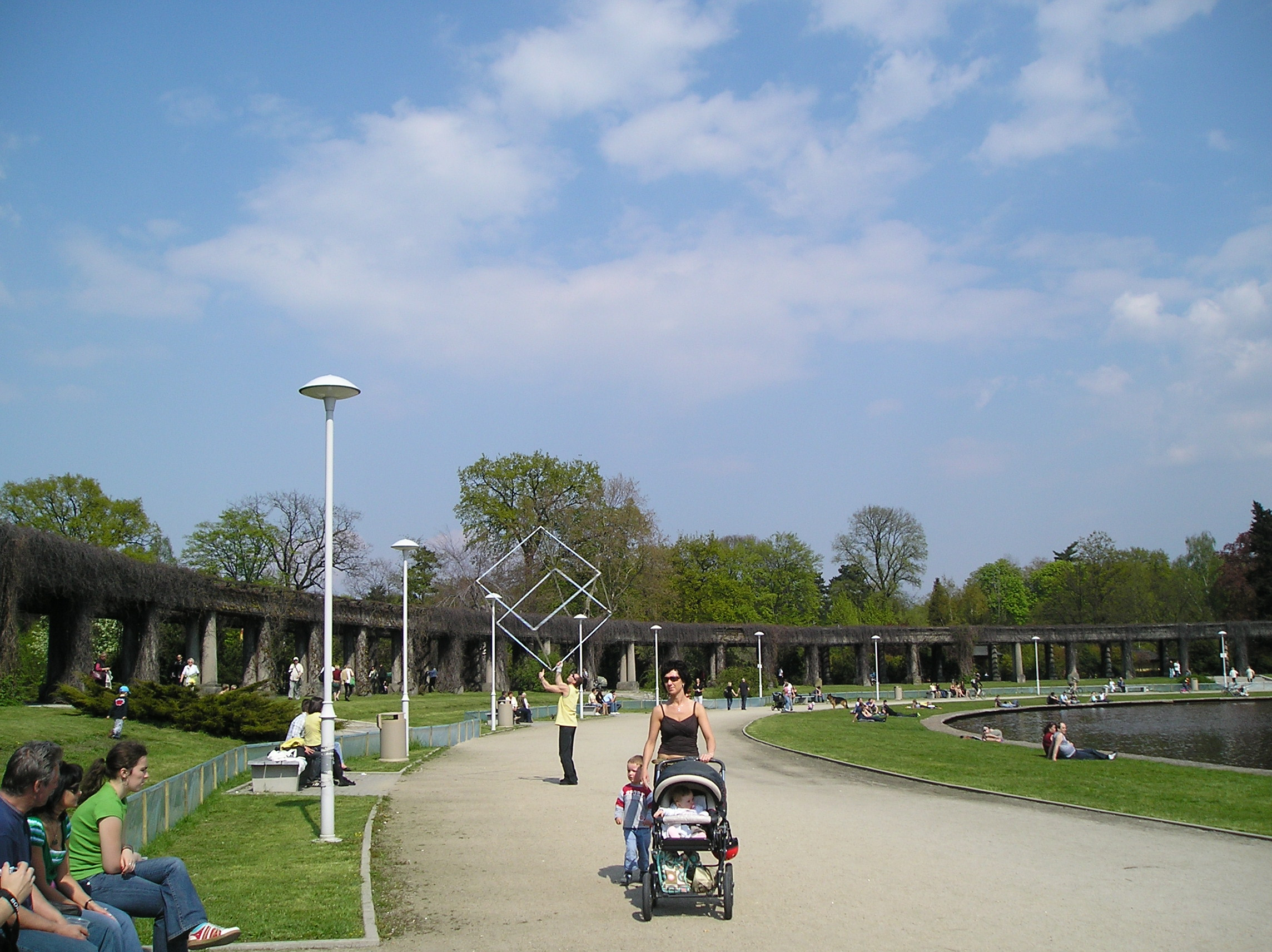
Wrocław
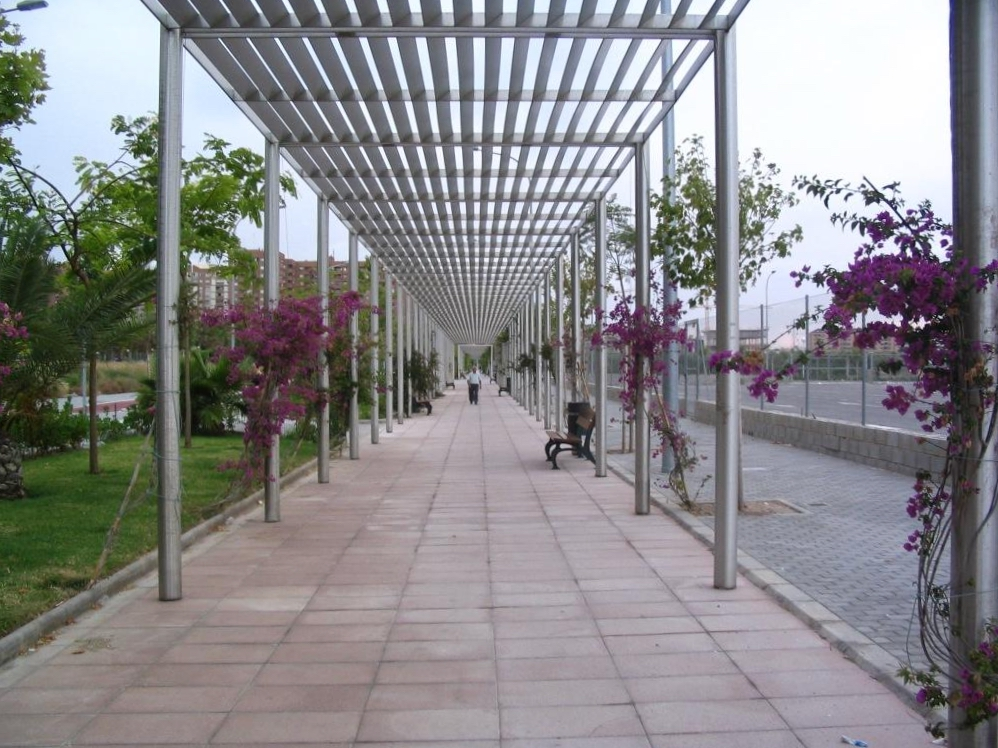
Valencia, anyaga ötvözött alumínium
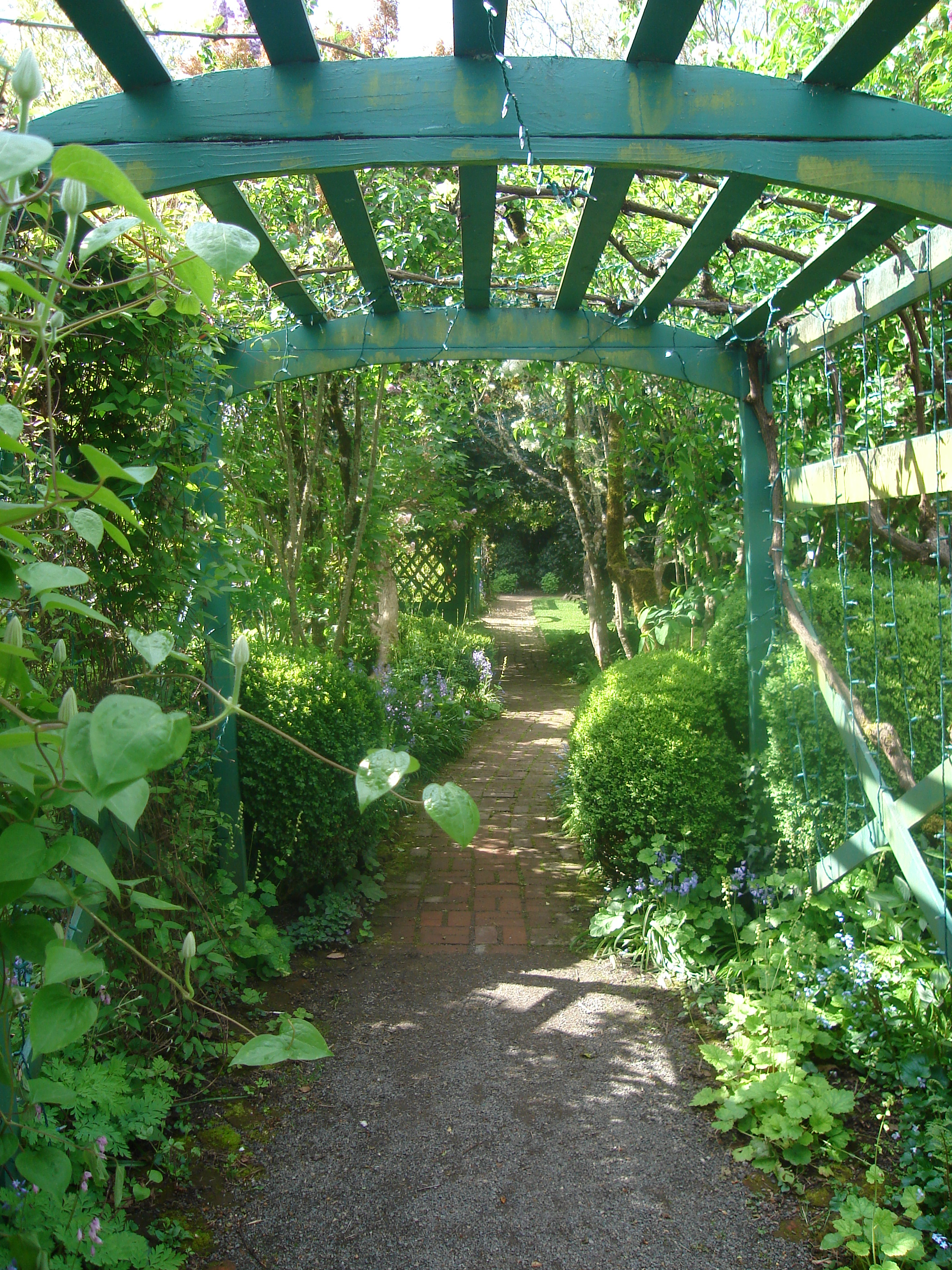
Oregon
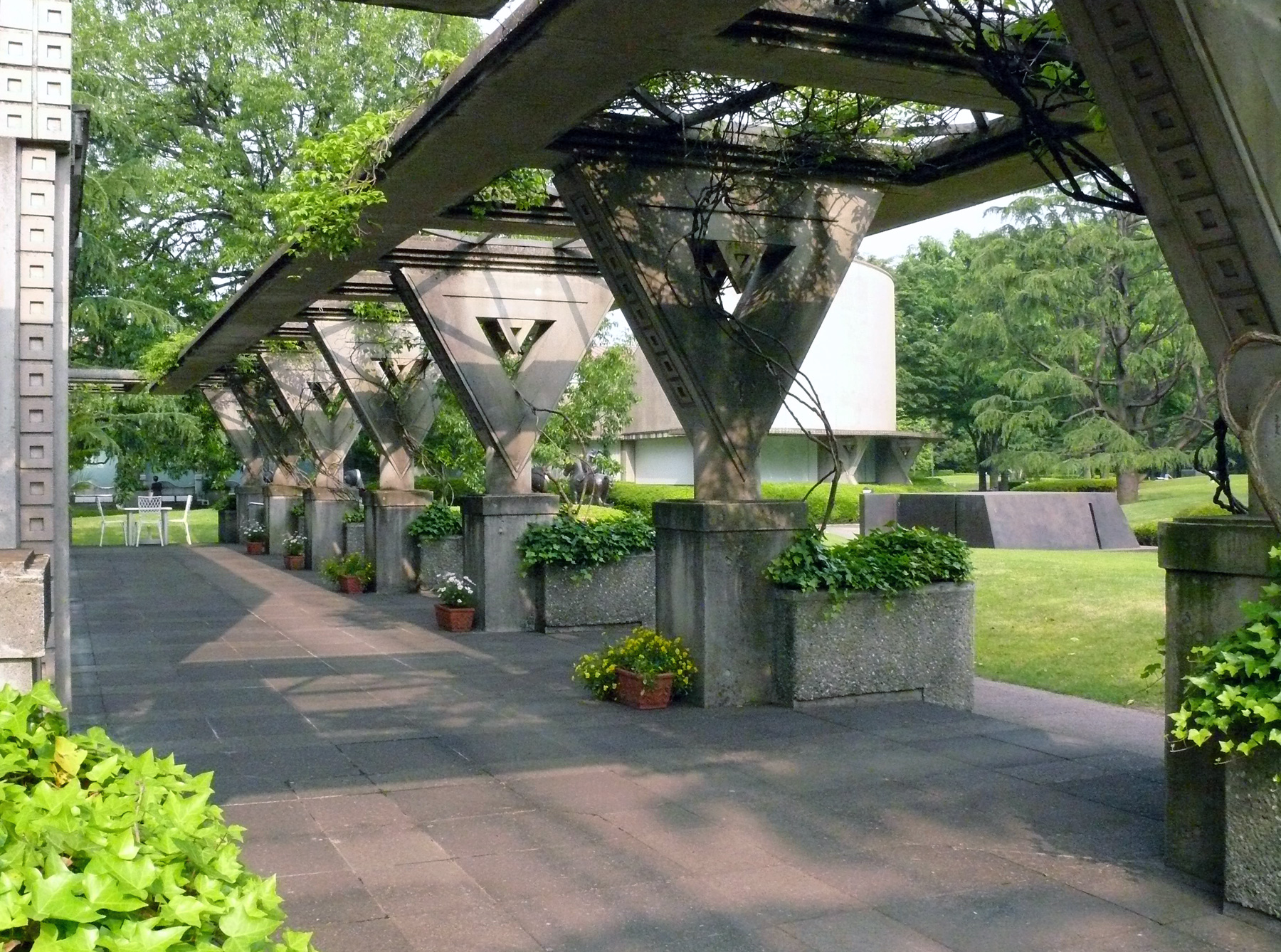
Setagaya Muzeum, Tokió
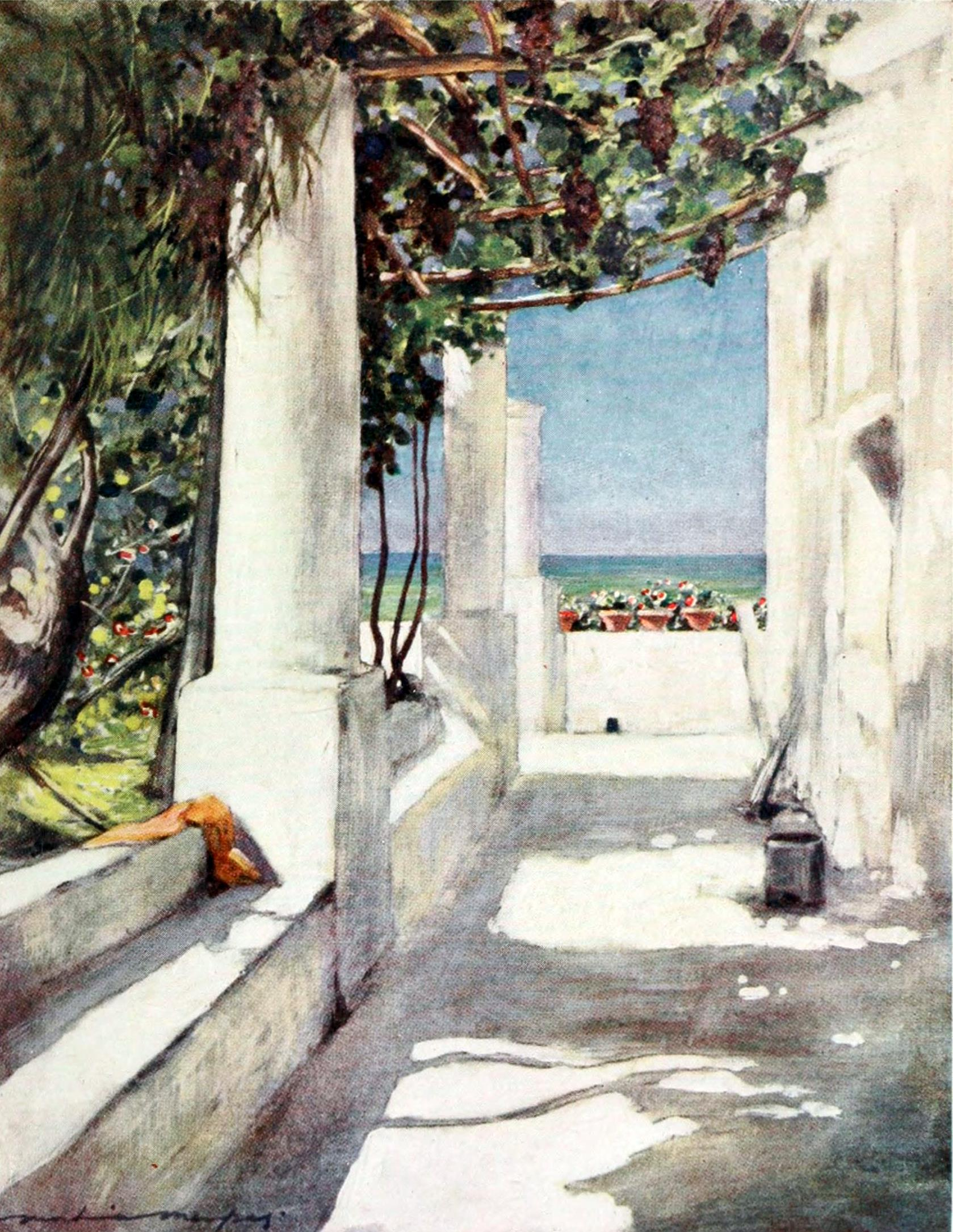
Capri, 1918
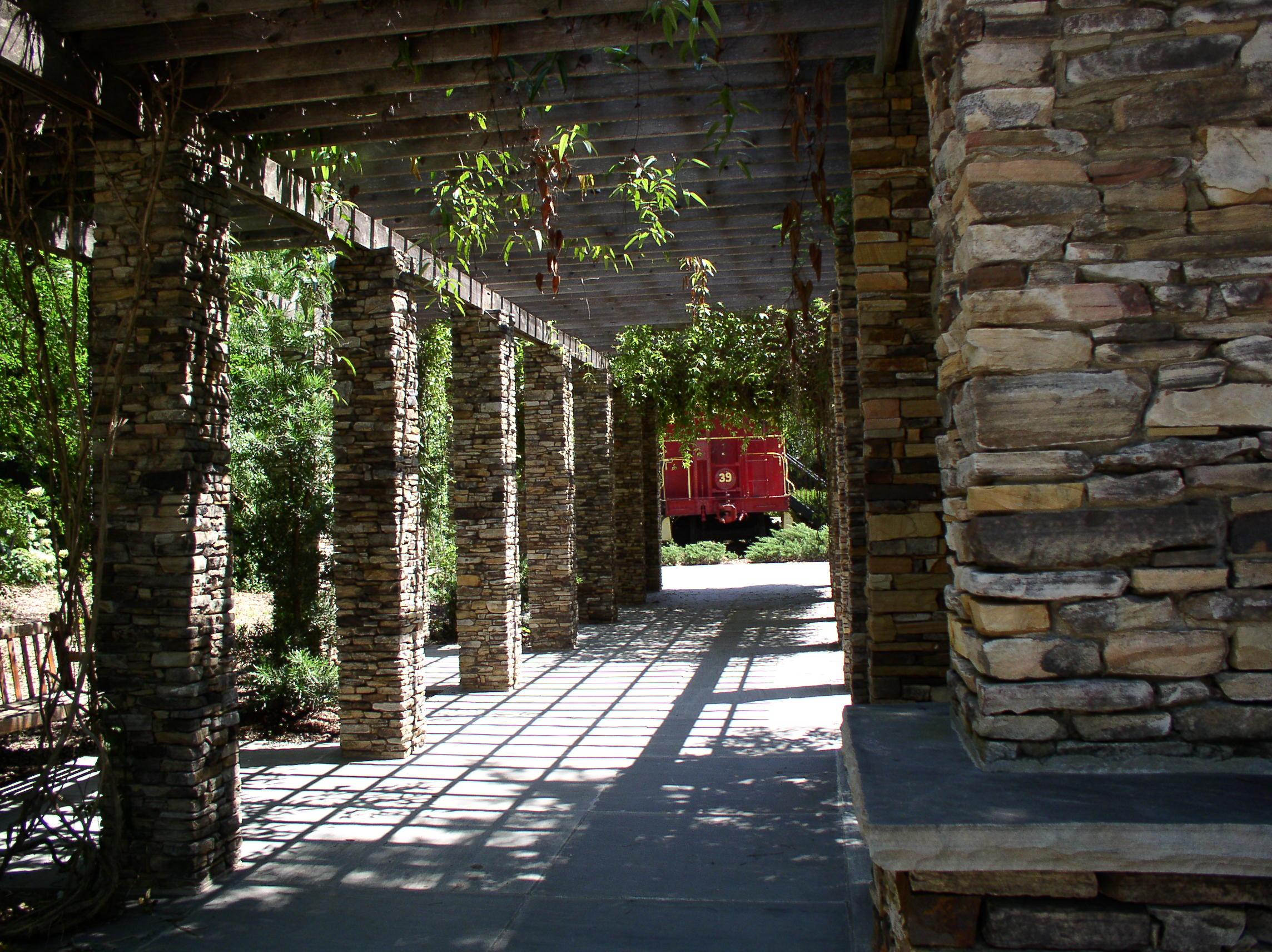
Dél-Karolina
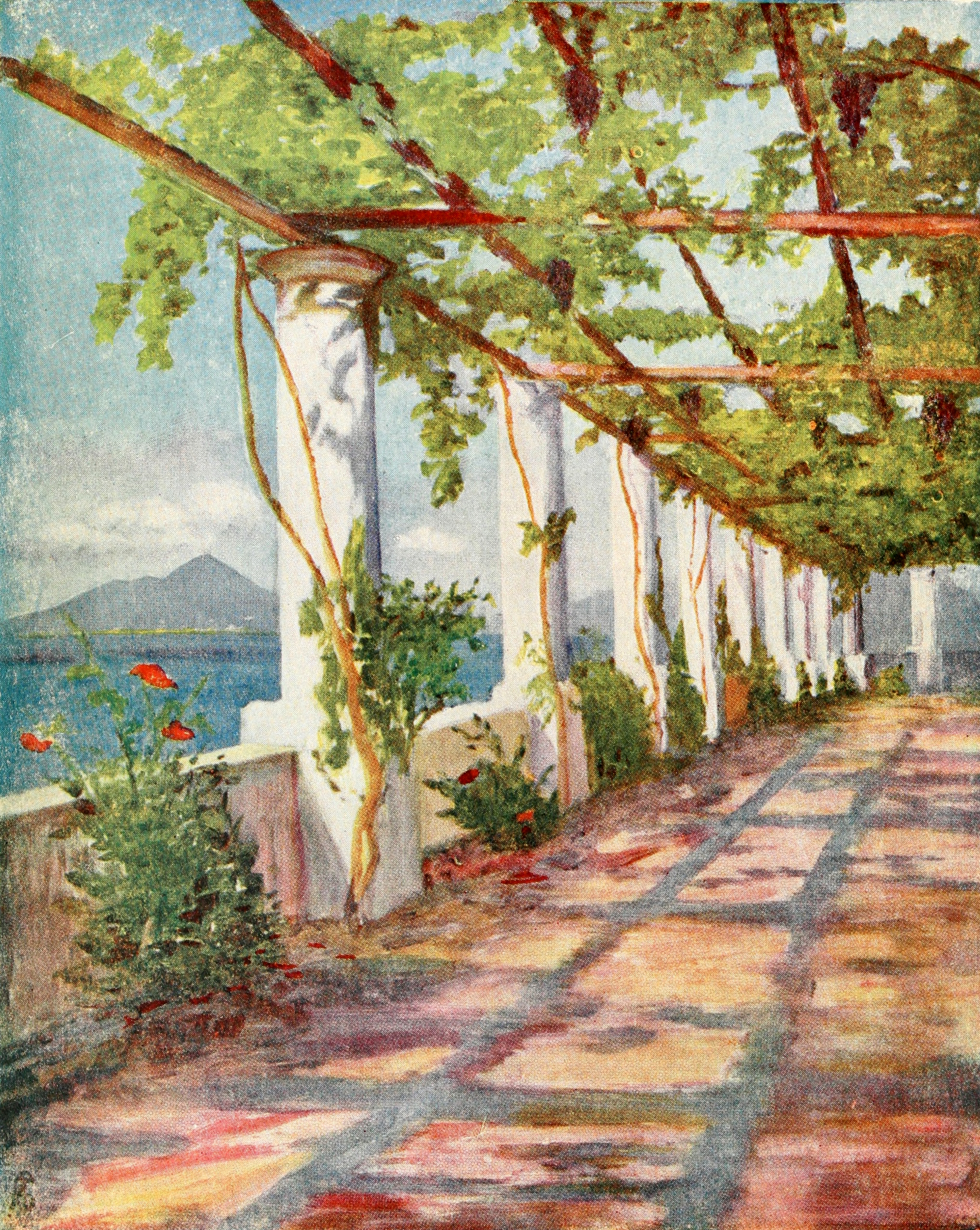
Olaszország

## További irodalom
- Zita Bauch-Troschke: Begrünte Wände, Lauben und Pergolen. Gestaltung mit Kletterpflanzen und Spalierobst. Callwey, München 1998, ISBN 978-3-7667-1328-5.
- Heidi Howcroft: Gestalten mit Holz im Garten. Ökobuch Verlag, Staufen bei Freiburg 2004, ISBN 978-3-936896-09-1.